# محمد ناصر السید
محمد ناصر السید (زادهٔ ۲ نوامبر ۱۹۸۱) استادبزرگ شطرنج اهل قطر است. در دسامبر ۲۰۱۵، ریتینگ او در فیده ۲۵۲۰ گزارش شده‌است.
السید برندهٔ سومین دورهٔ رقابت‌های قهرمانی شطرنج نخبگان عرب - جام کیرسان ایلیومژینوف، ژوئن ۲۰۱۵ در دبی، شد.